# 御所市コミュニティバス

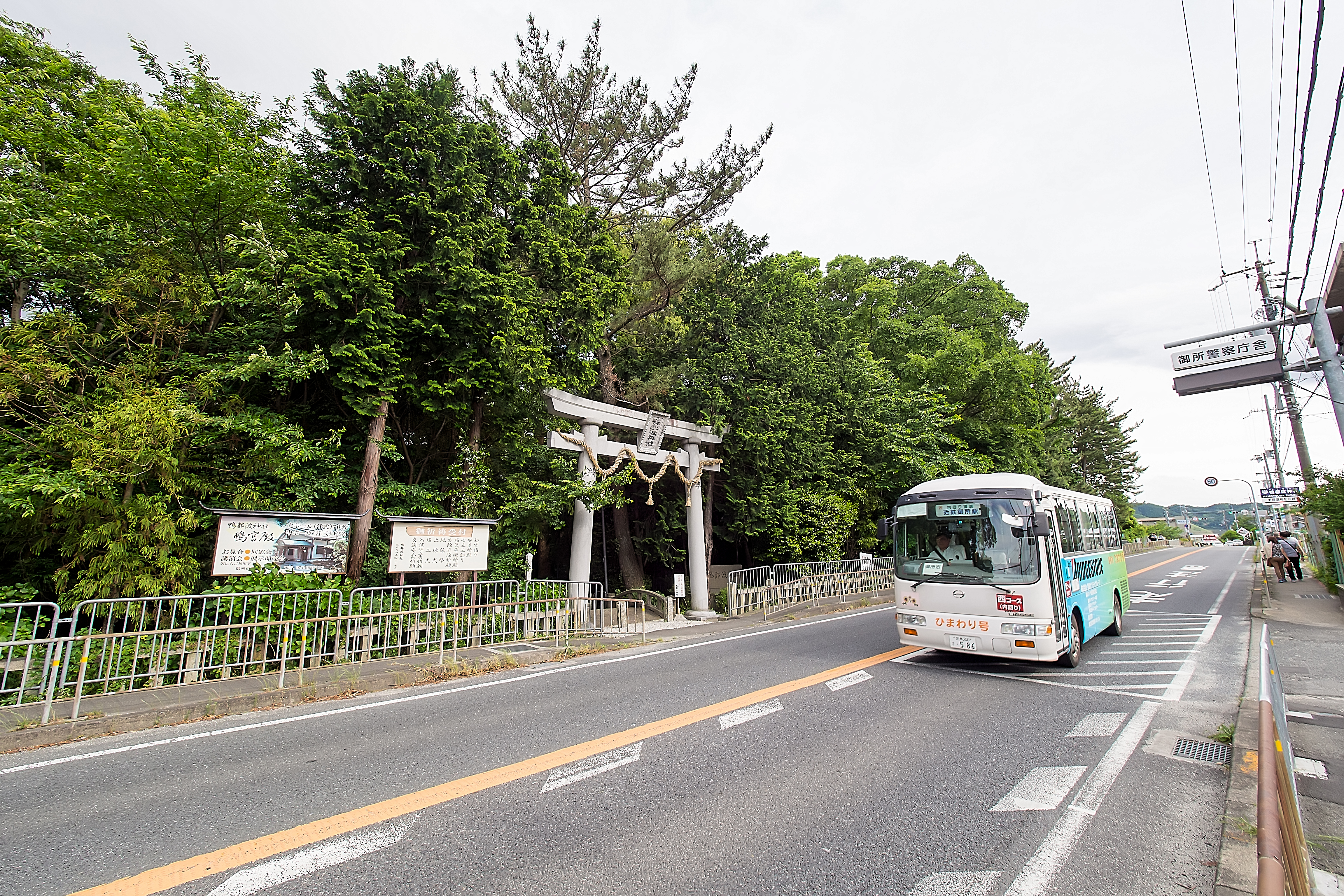
鴨都波神社西側の国道24号・国道168号重複区間を走るひまわり号（2016年5月）

御所市コミュニティバス（ごせしコミュニティバス）は、奈良県御所市にて運行しているコミュニティバスである。「ひまわり号」の愛称が付けられている。

## 概要
- 料金は、1回利用100円均一で、小学生以下は無料。
- 運行形態は、道路運送法の規定に基づく自家用自動車（白ナンバー車）による有償運送である。

## 沿革
- 2008年4月1日 - 有償化（料金100円）、及び路線・時刻変更[2]。
  - 西コースに室東口、東コースに奉膳バス停新設。西コースの東佐味口バス停を東佐味に名称変更。試行運行中だった新田重阪コースを東コースに編入。

## 路線
2021年時点で、以下の4コースで運行されている。
- 西コース《内回り循環》近鉄御所駅→老人福祉センター→かもきみの湯→御所市役所→近鉄御所駅
- 西コース《外回り循環》近鉄御所駅→御所市役所→かもきみの湯→老人福祉センター→近鉄御所駅
- 東コース《かもきみの湯行き》老人福祉センター→近鉄御所駅→御所市役所→葛公民館前→市民運動公園前→かもきみの湯→風の森・重阪・新田→かもきみの湯
- 東コース《老人福祉センター行き》（風の森・重阪・新田→）かもきみの湯→市民運動公園前→葛公民館前→御所市役所→近鉄御所駅→老人福祉センター

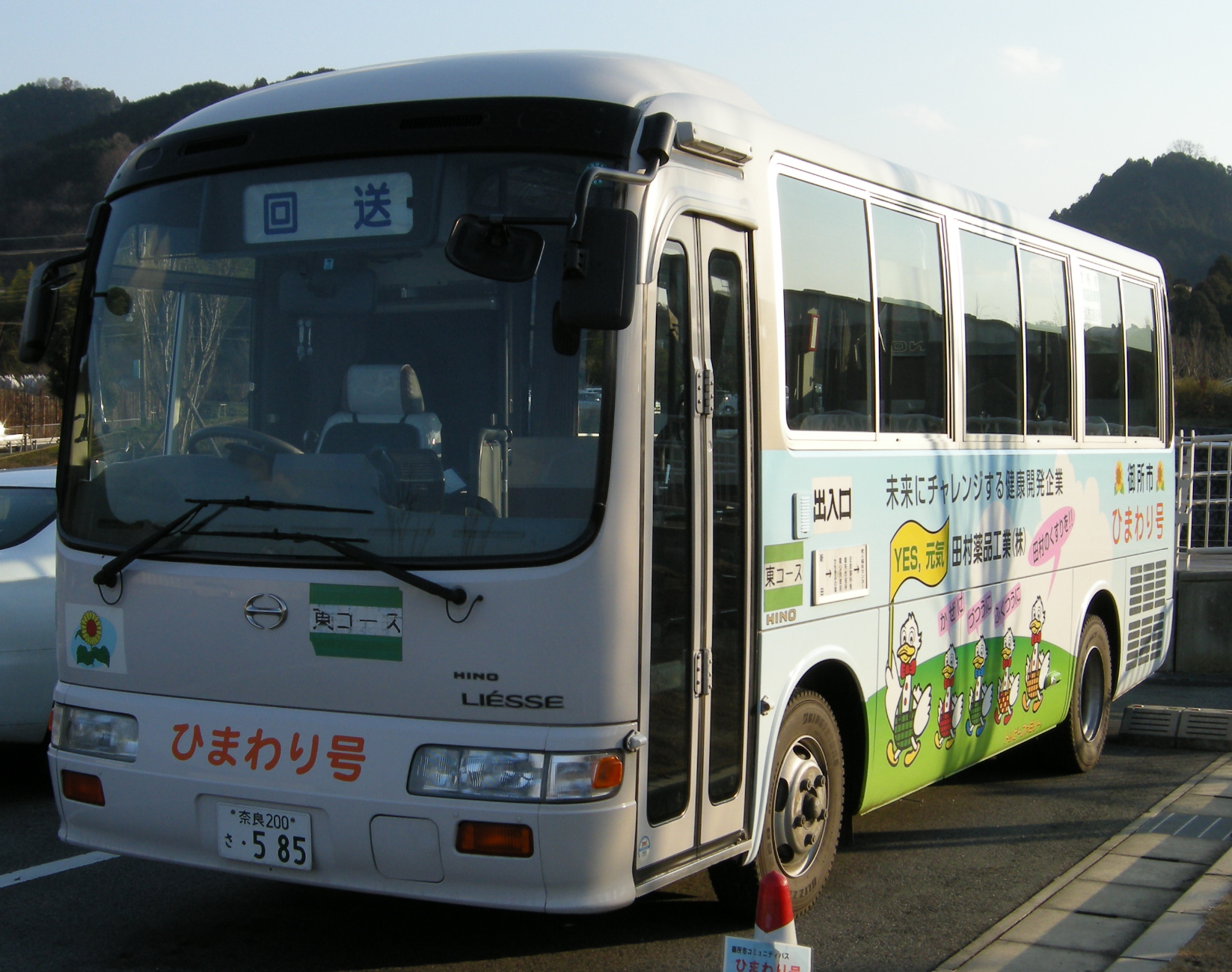
東コースの車両（2009年当時）
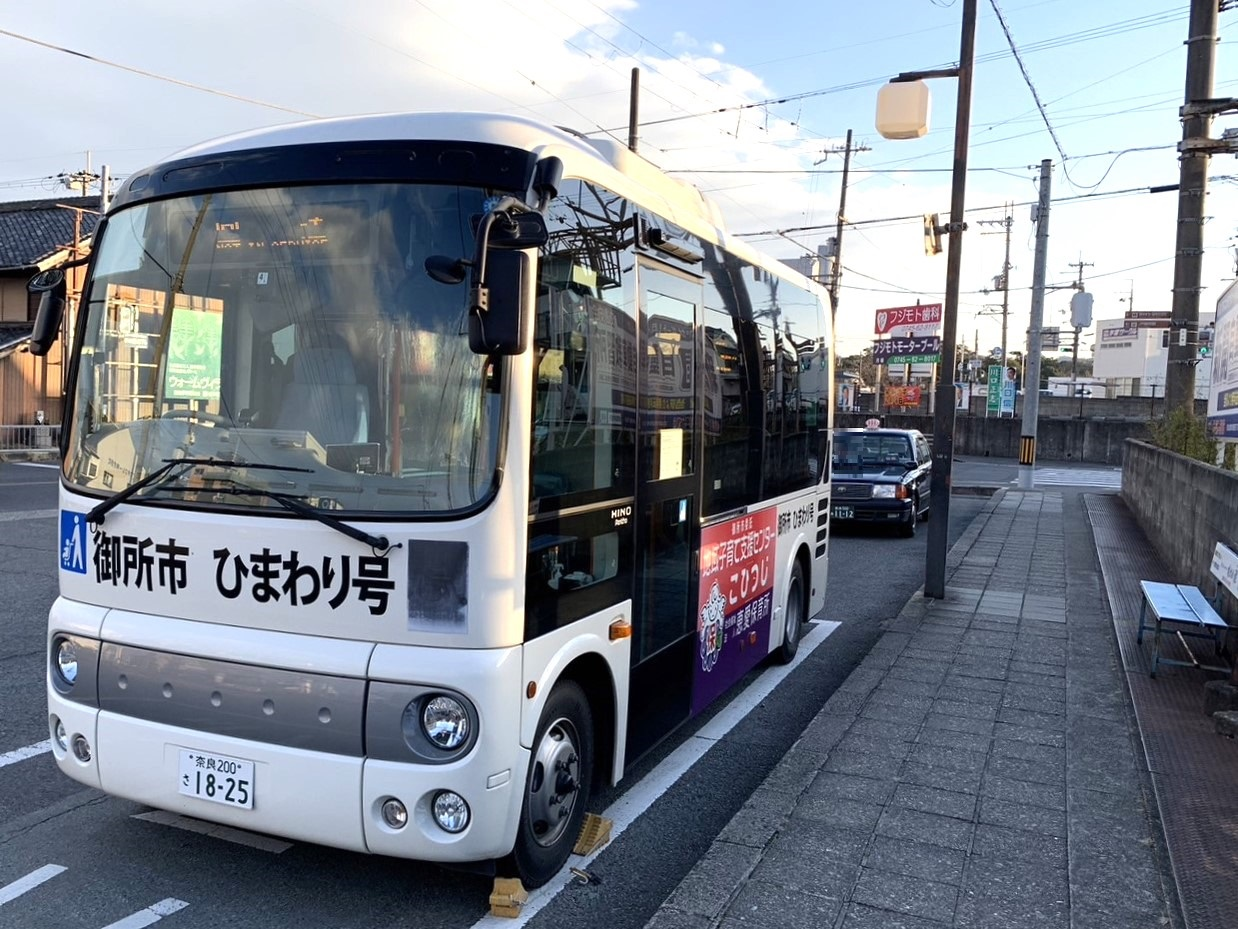
ひまわり号（2022年12月）